# Tetramesa hordei
Tetramesa hordei is een vliesvleugelig insect uit de familie Eurytomidae. De wetenschappelijke naam is voor het eerst geldig gepubliceerd in 1830 door Harris.